# Prefectura de Osaka
La prefectura de Osaka (大阪府 Ōsaka-fu?) está ubicada en la región de Kansai, sobre la isla de Honshū, en Japón. Su capital y ciudad más poblada es la ciudad de Osaka.

## Historia
Para la historia de Osaka anterior a la Restauración Meiji, véase Osaka, Provincia de Izumi, Provincia de Kawachi y Provincia de Settsu.
La prefectura de Osaka fue creada en 1868, en los comienzos de la Era Meiji.
El 1 de septiembre de 1956 la ciudad de Osaka fue promovida a ciudad designada para la ordenanza de gobierno y fue dividida en 24 distritos.
En el año 2000, Fusae Ota (太田 房江) se convierte en la primera gobernadora al reemplazar a Knock Yokoyama, después de ser acusado por acoso sexual.
El 1 de abril de 2006 la ciudad de Sakai fue promovida a ciudad designada para la ordenanza de gobierno y fue dividida en siete distritos.
En 2008, Toru Hashimoto (橋下徹 Hashimoto Toru?), de 38 años, conocido anteriormente como consejero en televisión, fue elegido gobernador, convirtiéndose en el gobernador más joven de Japón.

## Geografía

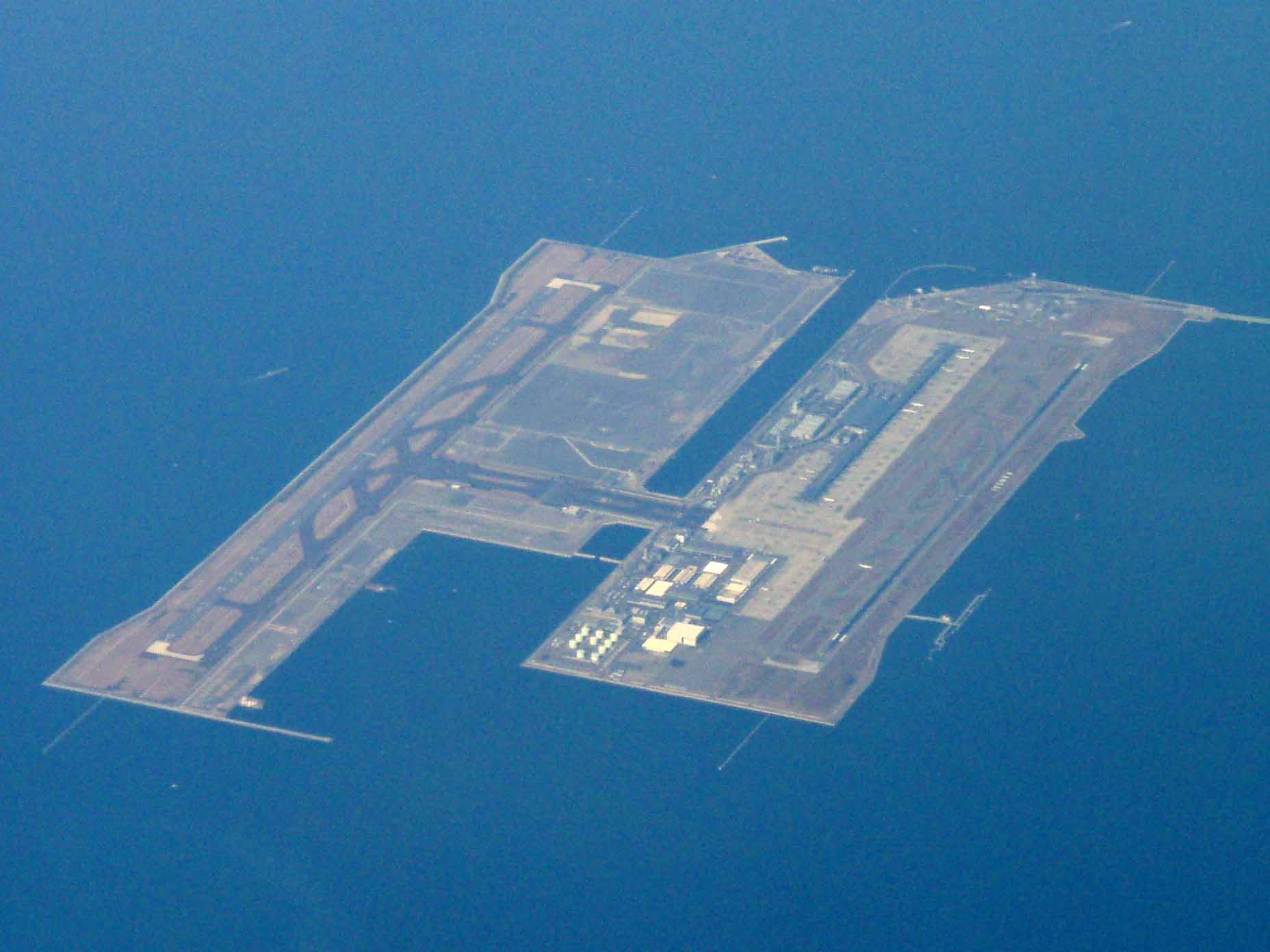
Aeropuerto internacional de Kansai

La prefectura de Osaka limita al norte con las prefecturas de Hyōgo y Kioto, al este con la prefectura de Nara y al sur con la Wakayama. Al oeste está la bahía de Osaka. Los ríos Yodo y Yamato la atraviesan.
Antes de la construcción del aeropuerto internacional de Kansai, Osaka fue la prefectura más pequeña de Japón. La isla artificial en la que se construyó el aeropuerto incrementó la superficie de la región haciéndola ligeramente más grande que la prefectura de Kagawa.
El 1 de abril de 2012, el 11% de la superficie total de la prefectura fue designado como parques naturales, como los cuasi parques nacionales de Kongō-Ikoma-Kisen y Meiji no Mori Miño y los parques naturales de Hokusetsu y Hannan-Misaki.

### Ciudades

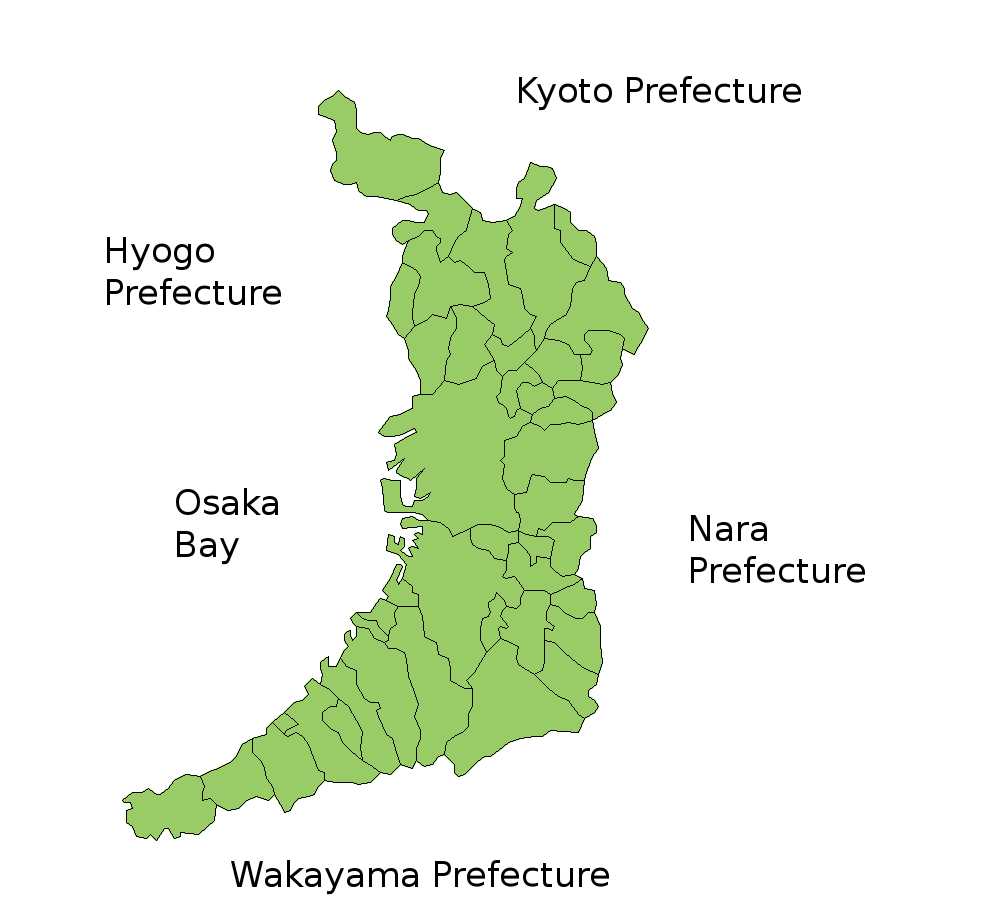
Mapa de la prefectura de Osaka.

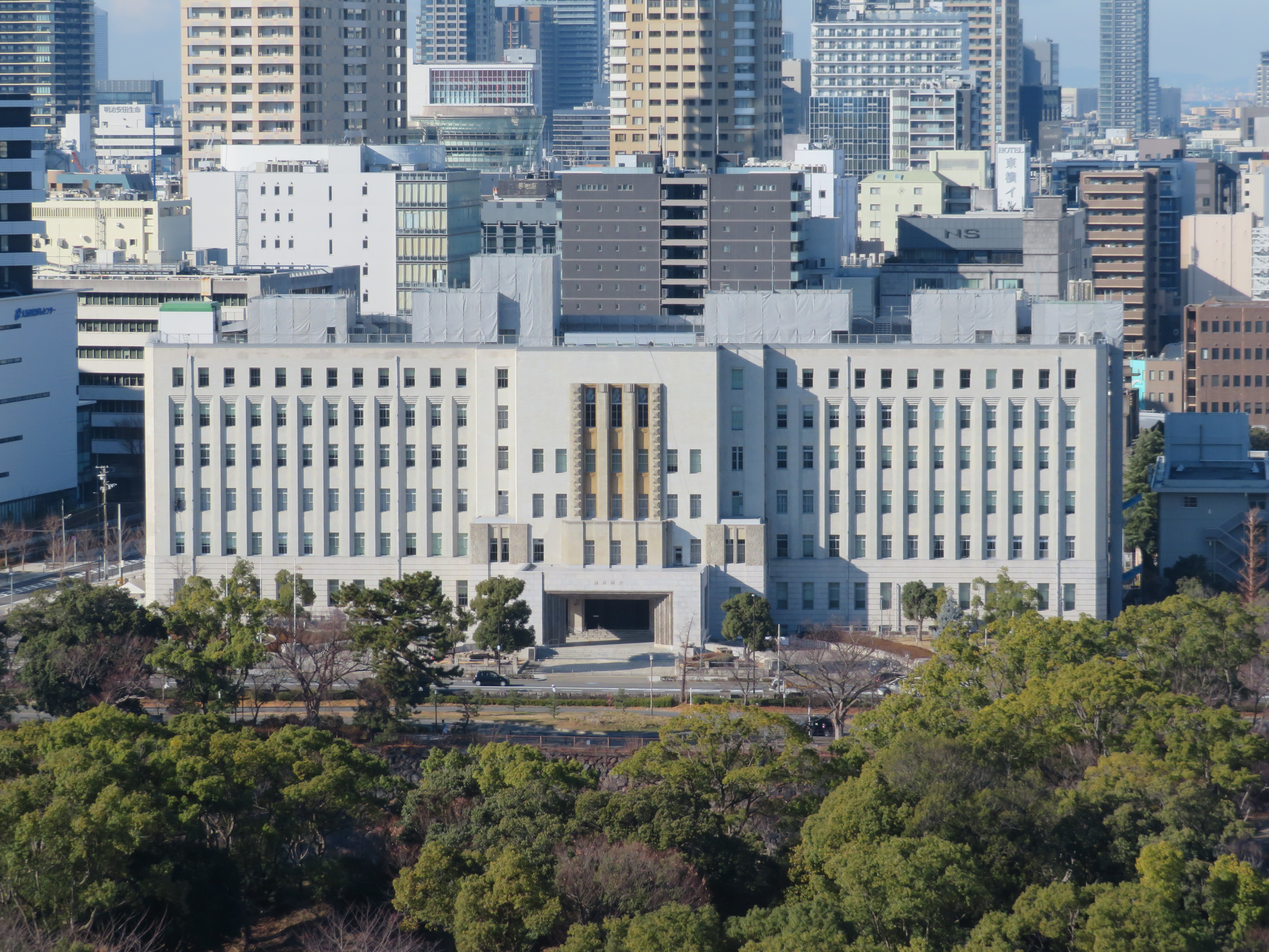
Oficinas administrativas de la prefectura de Osaka.

La prefectura de Osaka tiene 33 ciudades:
- Osaka (capital)

| - Daitō - Fujiidera - Habikino - Hannan - Higashiosaka - Hirakata - Ibaraki - Ikeda - Izumi - Izumiōtsu - Izumisano - Kadoma | - Kaizuka - Kashiwara - Katano - Kawachinagano - Kishiwada - Matsubara - Minō - Moriguchi - Neyagawa - Ōsakasayama - Sakai - Sennan | - Settsu - Shijōnawate - Suita - Takaishi - Takatsuki - Tondabayashi - Toyonaka - Yao |

### Pueblos y villas
Estos son los pueblos y villas de cada distrito:
- Distrito de Minamikawachi
  - Chihayaakasaka
  - Kanan
  - Taishi
- Distrito de Mishima
  - Shimamoto
- Distrito de Senboku
  - Tadaoka
- Distrito de Sennan
  - Kumatori
  - Misaki
  - Tajiri
- Distrito de Toyono
  - Nose
  - Toyono

## Economía

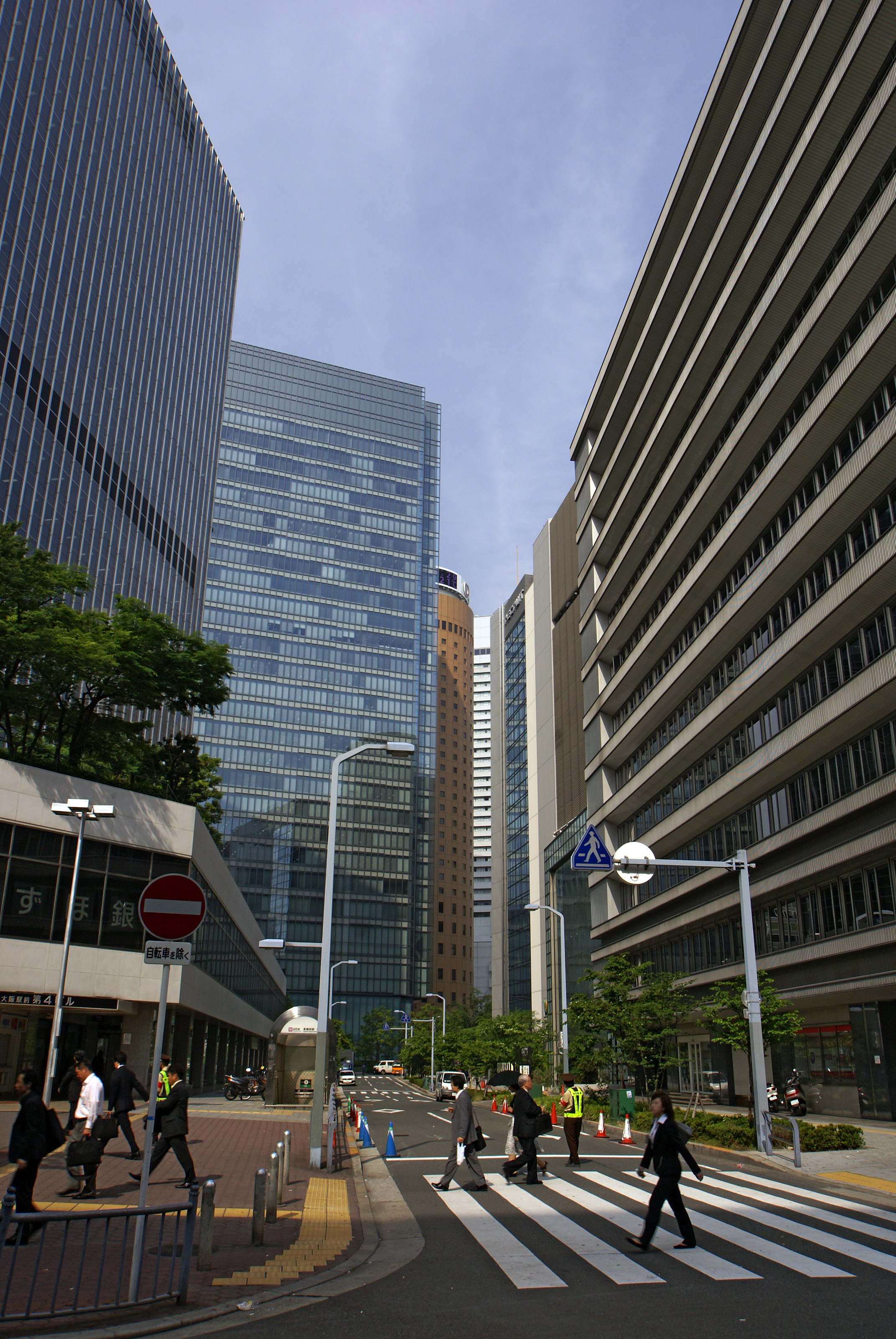
Distrito Diamond en Umeda

El producto interior bruto de la prefectura de Osaka para el año fiscal 2004 fue de ¥ 38,7 billones, el segundo más elevado por detrás de Tokio, con un aumento del 0,9% respecto al año anterior. Esto representa aproximadamente el 48% de la región de Kinki. El ingreso per cápita fue de 3,0 millones de yenes, el séptimo de la nación. Las ventas comerciales del mismo año fue de 60,1 trillones de yenes.
Eclipsados por gigantes de la electrónica de renombre como Panasonic y Sharp, el otro lado de la economía de Osaka se caracteriza por las actividades de sus Pequeñas y Medianas Empresas (PYME). El número de las PYME con sede en Osaka en 2006 fue de 330.737, lo que representa el 99,6% del número total de empresas en la prefectura.
Si bien esta proporción es similar a otras prefecturas (el promedio nacional fue 99,7%), la producción de manufacturas de las PYME ascendió a un 65,4% del total dentro de la prefectura, una tasa significativamente superior al 55,5% de Tokio, o al 38,4% de Kanagawa.
Existe un modelo económico procedente de Osaka que sirve al interés público y a la estimulación de economías regionales combinadas con los esfuerzos de cooperación educación-industria. Recibe el nombre de Astro-Technology SOHLA, y es un proyecto de desarrollo de satélites artificiales.
Inicialmente partió de un desarrollo conjunto con pymes de Higashiosaka, sin embargo, Astro-Technology SOHLA, no solo creció en la región de Kansai, ya que ha ganado el apoyo del gobierno a través de tecnología y materiales mediante la Agencia de Exploración Aeroespacial del Japón (JAXA), y apoyo financiero de NEDO.
La compañía Osaka Securities Exchange, que se especializa en derivados, como el índice Nikkei 225 Futures, se basa en Osaka.
En la prefectura de Osaka existe gran variedad de empresas de manufactura de aparatos eléctricos, químicos, farmacéuticos, industria pesada, alimentación y vivienda.

## Demografía
| Edad (años)   | Habitantes |
| ------------- | ---------- |
| 0 - 4         | 412        |
| 5 - 9         | 417        |
| 10 - 14       | 415        |
| 15 - 19       | 452        |
| 20 - 24       | 542        |
| 25 - 29       | 652        |
| 30 - 34       | 757        |
| 35 - 39       | 647        |
| 40 - 44       | 538        |
| 45 - 49       | 483        |
| 50 - 54       | 598        |
| 55 - 59       | 695        |
| 60 - 64       | 661        |
| 65 - 69       | 525        |
| 70 - 74       | 410        |
| 75 - 79       | 287        |
| 80 años y más | 322        |

| Hombres | Edad (años)   | Mujeres |
| ------- | ------------- | ------- |
| 211     | 0 - 4         | 201     |
| 213     | 5 - 9         | 204     |
| 211     | 10 - 14       | 204     |
| 230     | 15 - 19       | 222     |
| 274     | 20 - 24       | 268     |
| 327     | 25 - 29       | 325     |
| 375     | 30 - 34       | 382     |
| 321     | 35 - 39       | 326     |
| 268     | 40 - 44       | 270     |
| 239     | 45 - 49       | 244     |
| 293     | 50 - 54       | 305     |
| 338     | 55 - 59       | 357     |
| 320     | 60 - 64       | 341     |
| 253     | 65 - 69       | 272     |
| 190     | 70 - 74       | 220     |
| 122     | 75 - 79       | 165     |
| 99      | 80 años y más | 223     |

- Referencias ：第10表/都道府県, 年齢（5歳階級）, 男女別人口－総人口（総務省統計局）

## Cultura

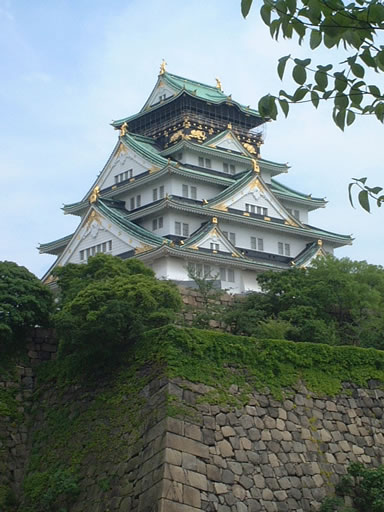
Reproducción de la Torre del Castillo de Osaka

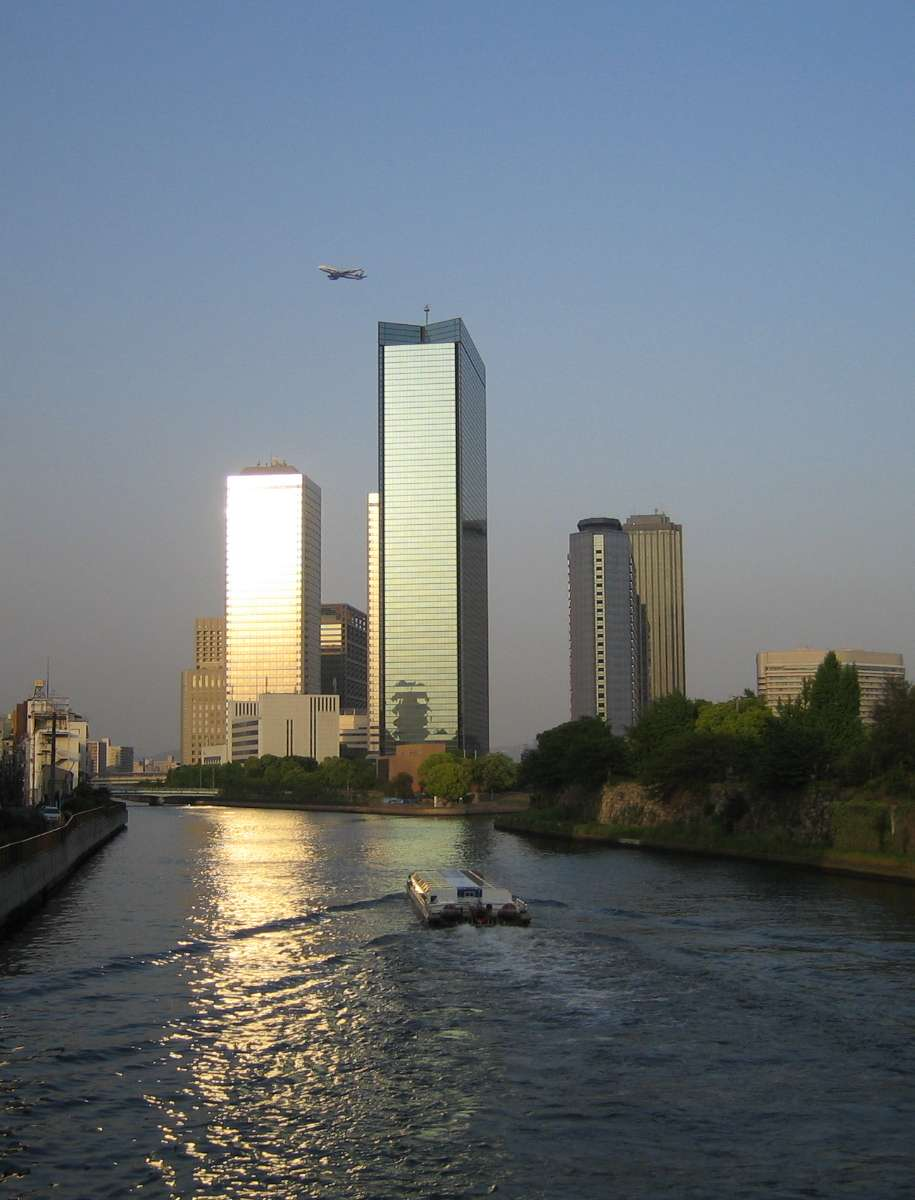
Castillo de Osaka y el Parque empresarial de Osaka

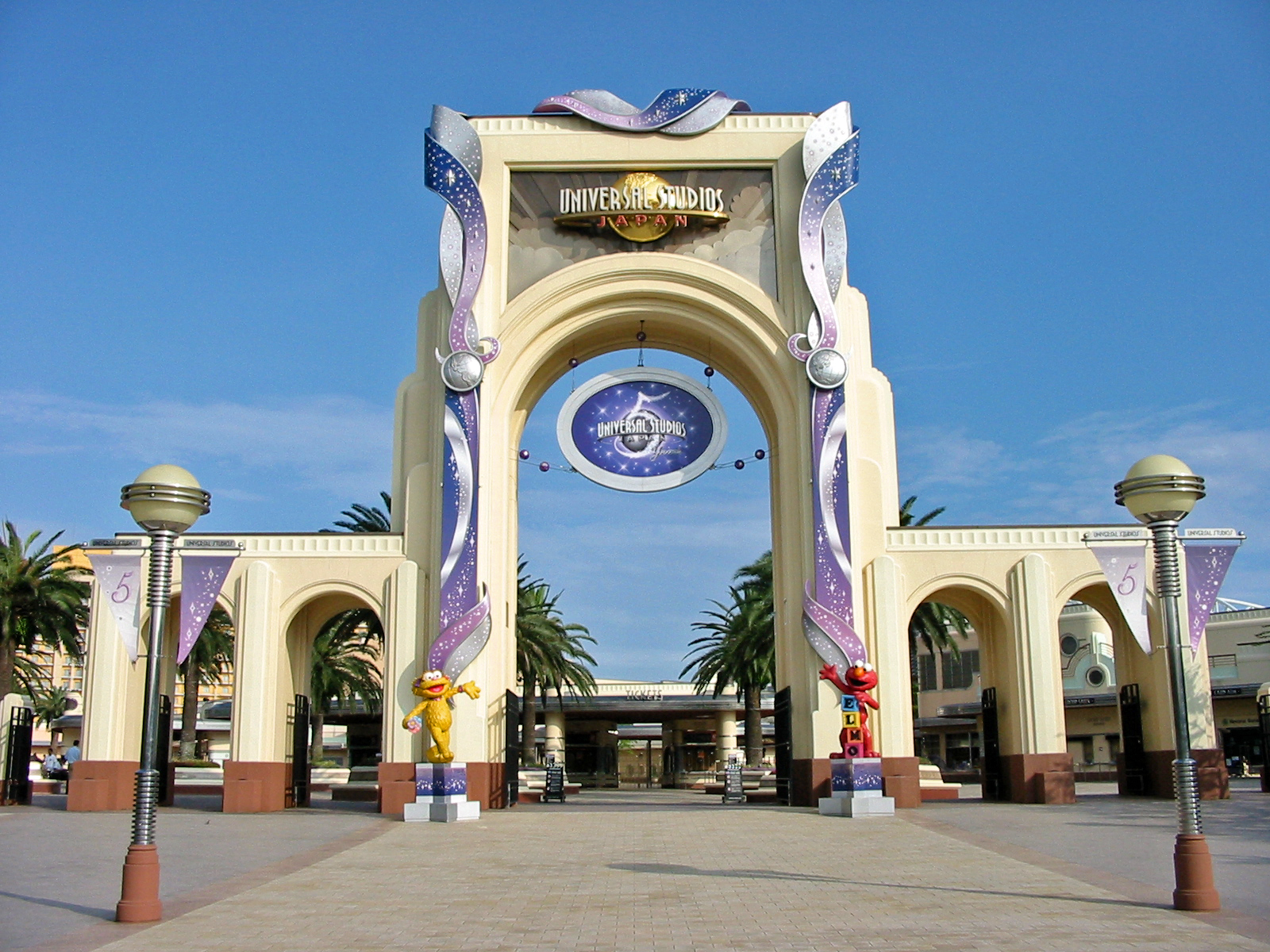
Universal Studios Japan

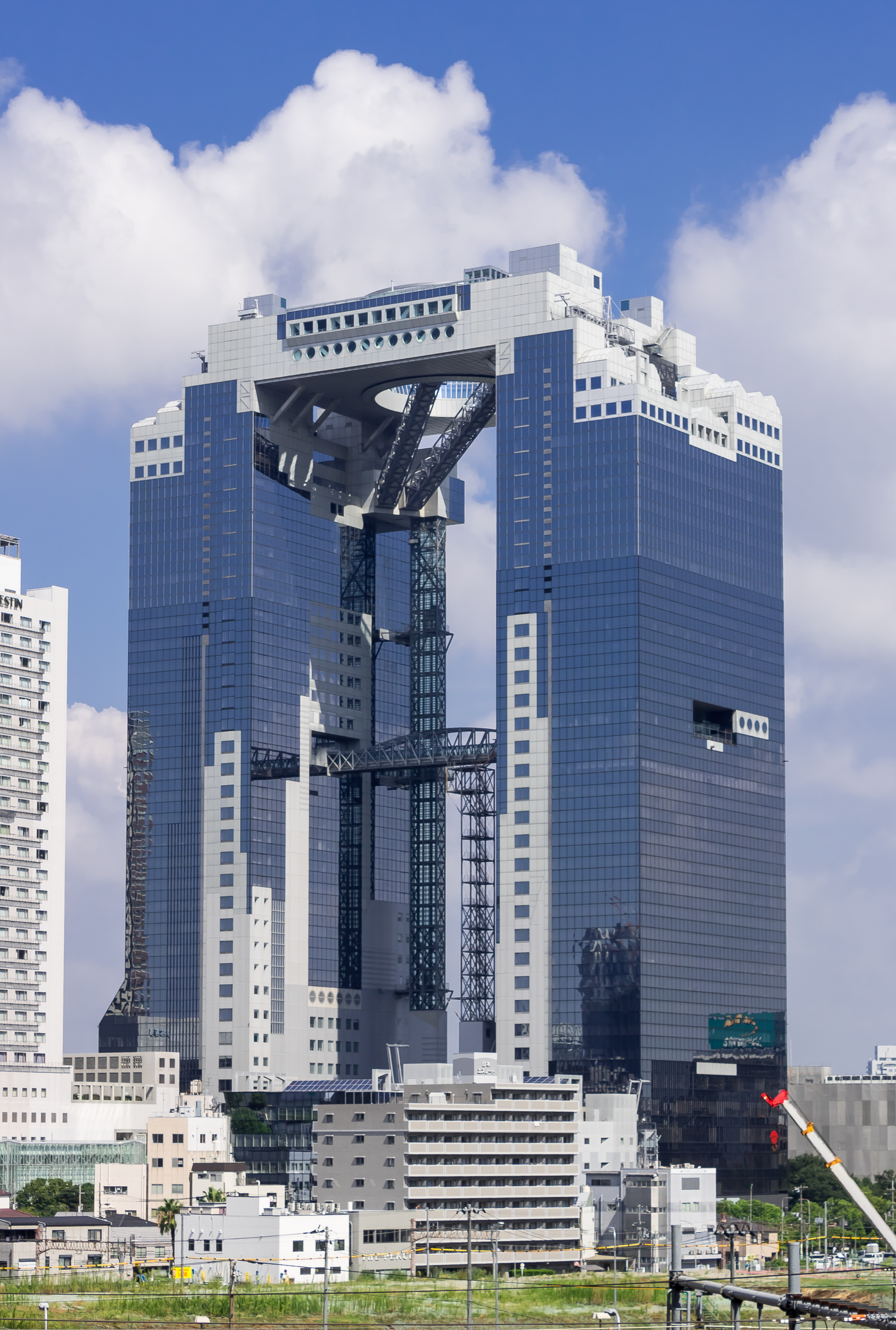
Edificio Umeda Sky

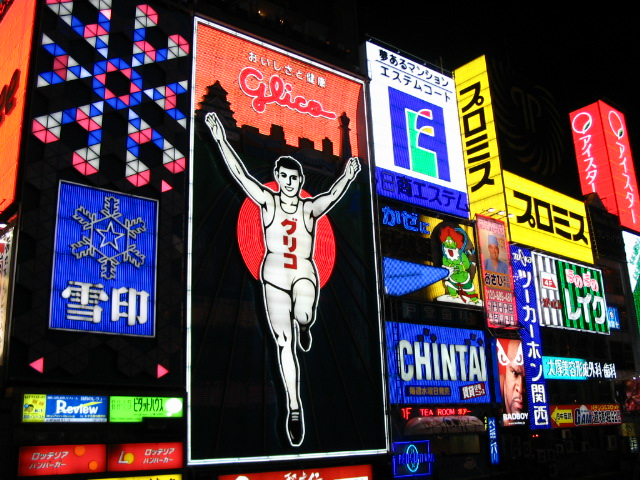
Famosa valla publicitaria de los productos Glico en Dōtonbori (en la mitad, a la izquierda)

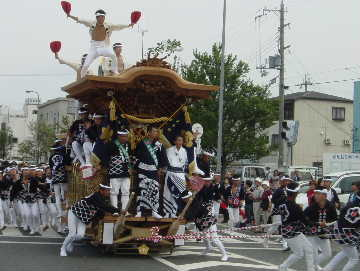
Matsuri Kishiwada Danjiri, que se celebra en septiembre

### Museos
- Museo Nacional de Etnología (Japón)[17]
- Museo al aire libre de granjas antiguas del Japón (Parque Hattori Ryokuchi)
- Salón de exhibición de OSTEC
- Museo de arte popular (Osaka)[18]

### Universidades
- Universidad de Medicina de Kansai (Moriguchi, Osaka)
- Universidad de Osaka (Toyonaka y Suita)
- La ex Universidad de Estudios Extranjeros de Osaka (Minoh)
- Universidad Osaka Kyoiku (Kashiwara)
- Universidad de la Ciudad de Osaka (Ciudad de Osaka)
- Universidad de la Prefectura de Osaka (Sakai)
- Universidad de Kansai (Suita, Takatsuki, Osaka city)
- Universidad de Kinki (Higashiosaka)
- Universidad Kansai Gaidai (Hirakata) (Universidad de Estudios Extranjeros de Kansai)

## Deportes
Los equipos deportivos siguientes residen en Osaka.

### Fútbol
- Gamba Osaka
- Cerezo Osaka

### Béisbol
- Orix Buffaloes (Osaka)
- Hanshin Tigers (Nishinomiya, Prefectura de Hyōgo)

### Baloncesto
- Osaka Evessa (Osaka city)

### Vóleibol
- Osaka Blazers Sakai (Sakai)
- Suntory Sunbirds (Osaka)
- Panasonic Panthers (Hirakata)

## Transporte
La prefectura de Osaka tiene tres aeropuertos (Aeropuerto internacional de Kansai, Aeropuerto internacional de Osaka, y el Aeropuerto de Yao).

## Educación
Las escuelas públicas de educación elemental y media en la prefectura están a cargo de los municipios. Las escuelas superiores están a cargo del Comité de educación de la Prefectura de Osaka.

## Símbolos de la prefectura
El símbolo de la prefectura de Osaka, llamado el "sennari byōtan" o "Mil calabazas", fue originalmente el blasón de Toyotomi Hideyoshi, el señor feudal del Castillo de Osaka.

## Regiones hermanas
La prefectura de Osaka tiene regiones hermanas:
- Shanghái en República Popular China
- São Paulo en Brasil
- Java Oriental en Indonesia
- Val-d'Oise en Francia
- Queensland en Australia
- el área Primorsky en Rusia
- California en los Estados Unidos
- Lombardía en Italia
- Dubái en los Emiratos Árabes Unidos

## Miscelánea
- Osaka y Akita son las únicas prefecturas que no tienen islas naturales.
- El primer kaitenzushi (Restourant con cinta transportadora de sushi) tuvo origen en Higashiosaka.[20]